# Bandar Salama
Bandar Salama (ou Bandaressalam) est une ville de l'Union des Comores, situé sur l'île de Mohéli. En 2010, sa population est estimée à 1 232 habitants